# Haraszthy Hermin
Vécsey Marcellné Haraszthy Hermin, született Feigler Hermin, névváltozatok: Haraszthi, V. Haraszthy (Esztergom, 1870. február 22. – Budapest, 1921. május 17.) magyar színésznő.

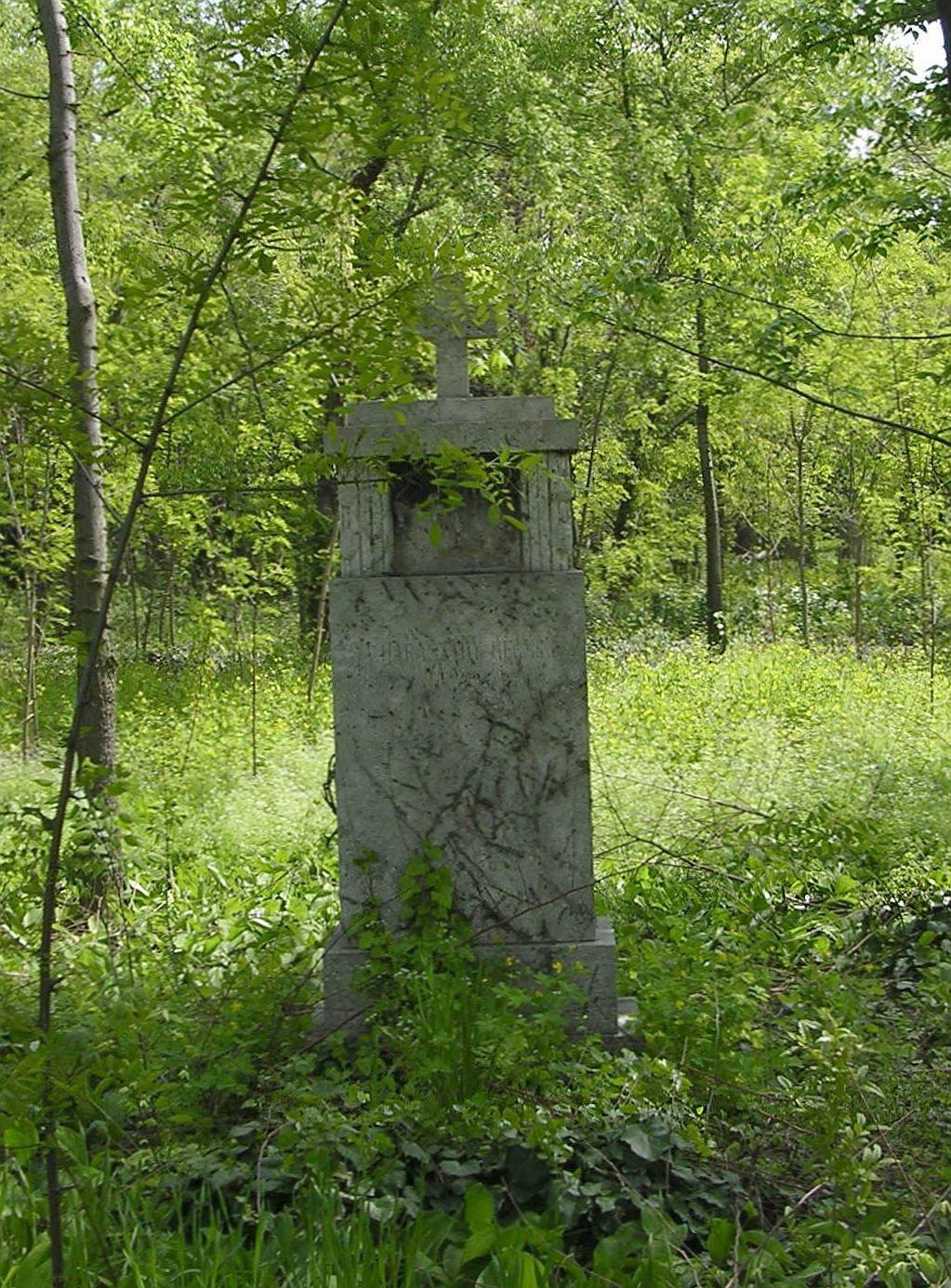
Sírja a Fiumei úti sírkertben (25-1-111)

## Életpályája
Feigler János törvényszéki bíró és Schaffarovits (Safarcsovics) Hermin leánya. A Színház- és Filmművészeti Főiskola tanulója volt, amelyet 1887-ben fejezett be, s még ugyanebben az évben Aradi Gerő társulatához csatlakozott Szegedre. A vizsgáján, 1887-ben Júlia szerepét alakította, majd ugyanezt a szerepet Makón is eljátszotta, ekkor horányi Pálffy György adta Rómeót. A tragédia partnerjei az életben 1888. március 10-én Szegeden házasságra léptek. Frigyük nem bizonyult tartósnak, de két gyermekük született (horányi Pálffy Margit, később Vasváry Géza helyettes államtitkár felesége, és horányi Pálffy Aurél). Amíg Pálffy György a Nemzeti Színháznál töltött be jeles pozíciót, Haraszthy Hermin Krecsányi Ignác temesvári színtársulatához került, amely több más vidéki nagyvárosban, nyáron pedig a Budai Színkörben játszott. Haraszthy 1893-tól itt szerepelt, majd innen a Vígszínházhoz került 1896-ban, melynek 1921-ig tagja volt, mint első jellemszínésznő. 1903. február 16-án házasságot kötött dr. Vécsey Marcellel.
1921. május 17-én délután Molnár Ferenc Hattyújának 99. előadásán Mária Dominika hercegnőt alakította. Az előadást követően férjével együtt sétáltak át Budára, ahol hirtelen rosszullét fogta el. Agyvérzésben hunyt el. Párját ritkító részvét mellett temették a Vígszínház előcsarnokából, ahol Jób Dániel igazgató, Szilágyi Vilmos és Hegedűs Gyula mondtak búcsúbeszéket. 1923. október 21-én leplezték le sírkövét, amely Jókai Mór síremléke közelében emelkedik a Kerepesi úti temetőben.
Leginkább szende színésznőt valamint drámai hősnőt alakított szerepeiben. Később anyaszerepeket is játszott.

## Színházi szerepei
- Júlia (William Shakespeare: Rómeó és Júlia)
- Tisza Ilona (Herczeg Ferenc: Ocskay brigadéros)
- Heródiás (Jósika K.: Salome)
- id. Nagy Istvánné (Bródy Sándor: A tanítónő)
- Muskátné (Molnár Ferenc: Liliom)
- Higginsné (Shaw: Pygmalion)
- Özvegy Karnyóné (Csokonai Vitéz Mihály: )
- Tschöll mama (Schubert–Berté: Három a kislány)
- Mária Dominika hercegnő (Molnár Ferenc: A hattyú)

## Filmjei
- A senki fia (1917)
- Mary Ann (1918)
- A testőr (1918)
- Se ki, se be (1919)
- Masamód (1920)